# 8,8 cm Panzerabwehrkanone 43
A 8,8 cm Panzerabwehrkanone 43 (rövidítve 8,8 cm Pa.K. 43 vagy 8,8 cm PaK 43, magyarul 8,8 cm-es páncélelhárító löveg 43) egy német nehéz páncéltörő löveg volt, amelyet a Krupp és a Rheinmetall vállalat közösen fejlesztett ki a 8,8 cm Flak 41-es légvédelmi lövegből. Az 1943 végén hadrendbe állított fegyver a kor valamennyi szövetséges páncélosa ellen hatékonynak bizonyult, beleértve az ISZ–2-es és M26 Pershing nehéz harckocsikat is. A II. világháborúban ez volt a Wehrmacht egyik legerősebb páncéltörő lövege.

## Történet
A Pak 43-as története egészen a 8,8 cm Flak 41-es légvédelmi lövegig vezethető vissza. A 88-as légvédelmi ágyú nagymértékben alkalmas volt páncélhárításra és a tűzgyorsasága is hatékony volt (10-12 lövés/perc). Mindemellett a Flak 41-es közel 8 tonnás össztömege miatt csak járművel lehetett szállítani, 2,6 méteres magasságának köszönhetően pedig sebezhetőnek számított.
Ezeket a hibákat a Pak 43-as lövegnél részben sikerült kiküszöbölni, így a Wehrmacht egy kisebb tömegű (de harctérileg még mindig nehezen mozgatható), kevésbé sebezhető páncéltörő löveghez jutott hozzá, amely teljesítményben is felülmúlta elődjét. Vontatott állapotban is lehetett vele tüzelni, bár ebben az esetben csak korlátozott oldalirányzásra volt lehetőség. Azonban a löveg fizikai méretei: több mint 9 m-es hosszúság és 4 tonna feletti tömeg korlátokat szabott a löveg harci alkalmazásának.

## Alkalmazása
A Pak 43-as páncéltörö ágyúból a Magyar Királyi Honvédség is rendelkezett minimum 31 darabbal. Az Északkeleti-Kárpátokban, az 1. hadsereg alárendeltségében, az Árpád-vonalban kerültek harci alkalmazásra.
A visszavonulás során a legtöbb löveget sikerült kivonni és később az Attila-vonalba lettek telepítve, itt vettek részt Budapest ostromában.  

## Lőszer
| Rendelkezésre álló lőszertípusok              |                    |          |
| Típus                                         | Modell             | Súly, kg |
| Páncéltörő lövedékek                          |                    |          |
| APCBC                                         | PzGr.39/43         | 10,2     |
| APCR                                          | PzGr.40/43         | 7,3      |
| HEAT                                          | HI.Gr.39           | 10       |
| Nagy rombolóerejű és repesz-romboló lövedékek |                    |          |
| HE                                            | Sprgr. Patr. L/4.7 | 9,4      |

| Páncélátütési táblázat      |     |     |           |      |      |
| Távolság, m                 | 100 | 500 | 1000      | 1500 | 2000 |
| PzGr.39/43                  |     |     |           |      |      |
| 90°-os becsapódási szög, mm | 250 | n/a | 200 / 215 | 160  | n/a  |
| 30°-os becsapódási szög, mm | 202 | 185 | 165       | 148  | 132  |
| PzGr.40/43                  |     |     |           |      |      |
| 90°-os becsapódási szög, mm | n/a | n/a | n/a       | n/a  | n/a  |
| 30°-os becsapódási szög, mm | 237 | 217 | 193       | 170  | 152  |
| HI.Gr.39                    |     |     |           |      |      |
| 90°-os becsapódási szög, mm | n/a | n/a | n/a       | n/a  | n/a  |
| 30°-os becsapódási szög, mm | 90  | 90  | 90        | n/a  | n/a  |